# 완롼향

완롼향의 위치

완롼향(한국어: 만만향, 중국어: 萬巒鄉, 병음: Wànluán Xiāng)은 대만 핑둥현의 향이다. 넓이는 60.7315km2이고, 인구는 2015년 8월 기준으로 20,797명이다.

## 지리
완롼향은 핑둥현 중부에 위치하고 아열대 몬순 기후에 속한다.